# Tennis de taula als Jocs Olímpics
El tennis de taula és un esport que forma part del programa olímpic des dels Jocs Olímpics d'Estiu de 1988 celebrats a Seül (Corea del Sud), tant en modalitat masculina com femenina. La competició s'inicià en les categoria individuals i de dobles, si bé en l'edició de 2008 aquesta última fou reemplaçada per una prova per equips.
El gran dominador d'aquest esport és la República Popular de la Xina, seguida a gran distància de Corea del Sud.

## Programa
| Edició              | 1988 | 1992 | 1996 | 2000 | 2004 | 2008 | 2012 | 2016 | Edicions |
| ------------------- | ---- | ---- | ---- | ---- | ---- | ---- | ---- | ---- | -------- |
| Categoria masculina |      |      |      |      |      |      |      |      |          |
| Individuals         | •    | •    | •    | •    | •    | •    | •    | •    | 8        |
| Equips              |      |      |      |      |      | •    | •    | •    | 3        |
| Dobles              | •    | •    | •    | •    | •    |      |      |      | 5        |
| Categoria femenina  |      |      |      |      |      |      |      |      |          |
| Individuals         | •    | •    | •    | •    | •    | •    | •    | •    | 8        |
| Equips              |      |      |      |      |      | •    | •    | •    | 3        |
| Dobles              | •    | •    | •    | •    | •    |      |      |      | 5        |
|                     |      |      |      |      |      |      |      |      |          |
| Proves              | 4    | 4    | 4    | 4    | 4    | 4    | 4    | 4    |          |

## Medaller

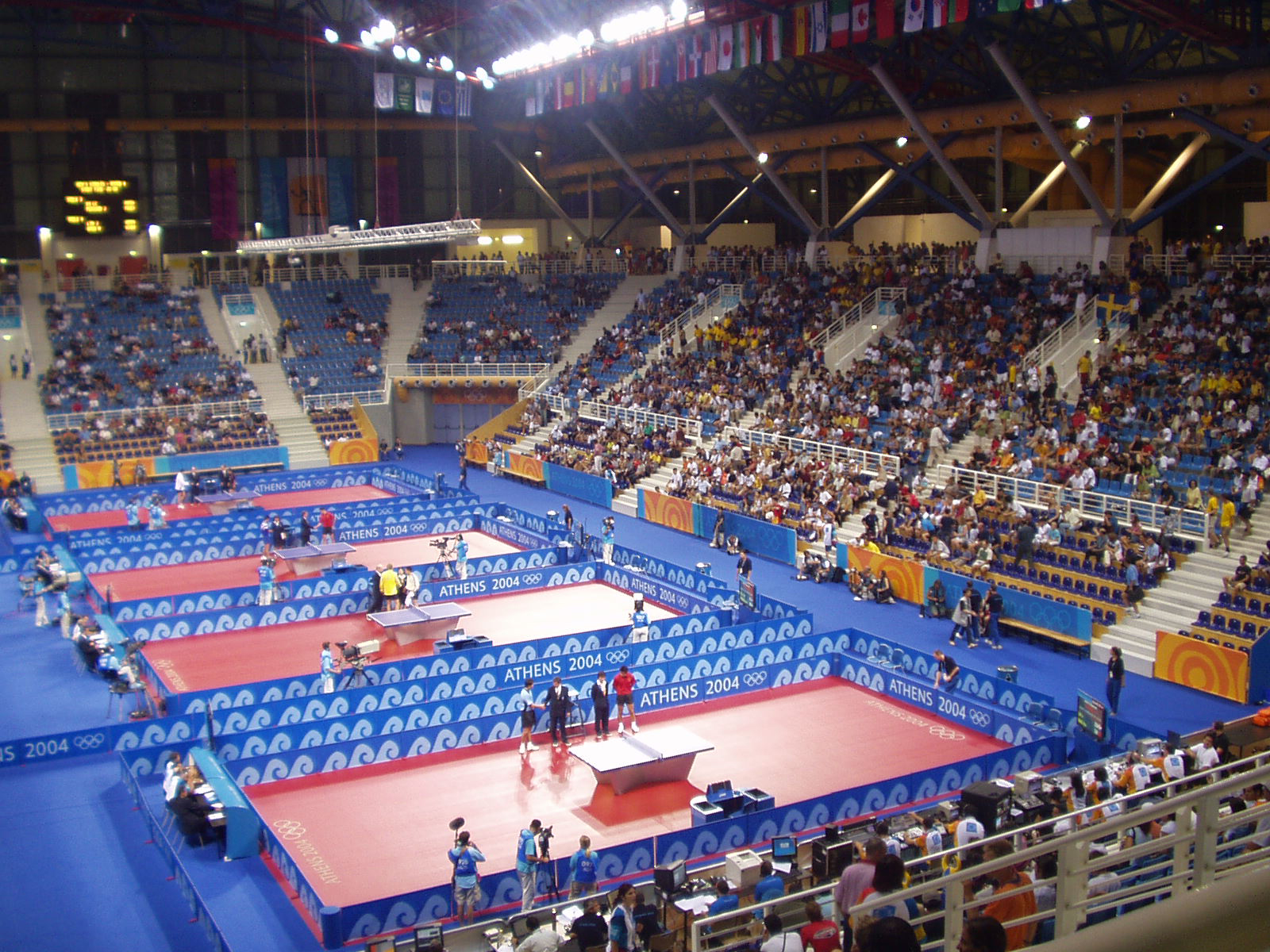
Imatge de la competició l'any 2004.

en cursiva: CONs desapareguts.
Actualització: Jocs Olímpics Rio 2016.
| Posició | País            | Or | Plata | Bronze | Total |
| 1       | R.P. de la Xina | 28 | 17    | 8      | 53    |
| 2       | Corea del Sud   | 3  | 3     | 12     | 18    |
| 3       | Suècia          | 1  | 1     | 1      | 3     |
| 4       | Alemanya        | 0  | 3     | 4      | 7     |
| 5       | Japó            | 0  | 2     | 2      | 4     |
| 6       | Corea del Nord  | 0  | 1     | 3      | 4     |
| 7       | Singapur        | 0  | 1     | 2      | 3     |
| 8       | Xina Taipei     | 0  | 1     | 1      | 2     |
| 8       | França          | 0  | 1     | 1      | 2     |
| 8       | RF Iugoslàvia   | 0  | 1     | 1      | 2     |
| 11      | Hong Kong       | 0  | 1     | 0      | 1     |
| 12      | Dinamarca       | 0  | 0     | 1      | 1     |
| Total   | Total           | 32 | 32    | 36     | 100   |

Notes
1. ↑  En l'edició de 1992 s'atorgaren dues medalles de bronze en cada prova realitzada.

## Medallistes més guardonats

### Categoria masculina
| Nom          | CON             | Anys      | Or | Plata | Bronze | Total |
| Wang Hao     | R.P. de la Xina | 2004-2012 | 2  | 3     | 0      | 5     |
| Zhang Jike   | R.P. de la Xina | 2012-2016 | 3  | 1     | 0      | 4     |
| Liu Guoliang | R.P. de la Xina | 2004-2012 | 2  | 1     | 1      | 4     |
| Wang Liqin   | R.P. de la Xina | 2000-2008 | 2  | 0     | 2      | 4     |
| Yu Nam-Gyu   | Corea del Sud   | 1988-1996 | 1  | 0     | 3      | 4     |
| Ma Lin       | R.P. de la Xina | 2004-2008 | 3  | 0     | 0      | 3     |
| Ma Long      | R.P. de la Xina | 2012-2016 | 3  | 0     | 0      | 3     |
| Kong Linghui | R.P. de la Xina | 1996-2000 | 2  | 1     | 0      | 3     |

### Categoria femenina
| Nom          | CON                           | Anys           | Or | Plata | Bronze | Total |
| Wang Nan     | R.P. de la Xina               | 2000-2008      | 4  | 1     | 0      | 5     |
| Deng Yaping  | R.P. de la Xina               | 1992-1996      | 4  | 0     | 0      | 4     |
| Zhang Yining | R.P. de la Xina               | 2004-2008      | 4  | 0     | 0      | 4     |
| Ding Ning    | R.P. de la Xina               | 2012-2016      | 3  | 1     | 0      | 4     |
| Li Xiaoxia   | R.P. de la Xina               | 2012-2016      | 3  | 1     | 0      | 4     |
| Qiao Hong    | R.P. de la Xina               | 1992-1996      | 2  | 1     | 1      | 4     |
| Chen Jing    | R.P. de la Xina · Xina-Taipei | 1988 1996-2000 | 1  | 2     | 1      | 4     |